# Poliochera
Poliochera — вимерлий рід павукоподібних ряду рицінулей (Ricinulei). Рід існував у кінці крейдяного періоду. Скам'янілості представників роду знайдено у США у штаті Іллінойс та в М'янма.

## Класифікація
- Poliochera Scudder, 1884

- Poliochera cretacea Wunderlich 2012
- Poliochera gibbsi Selden, 1992
- Poliochera glabra Petrunkevitch, 1913
- Poliochera punctulata Scudder, 1884
- Poliochera pustulatus Laurentiaux-Vieira & Laurentiaux, 1963